# 1962 en science
| Années de la science : 1959 - 1960 - 1961 - 1962 - 1963 - 1964 - 1965    |
| Décennies de la science : 1930 - 1940 - 1950 - 1960 - 1970 - 1980 - 1990 |

Cet article présente les faits marquants de l'année 1962 en science.

## Évènements
- 1er novembre : le géologue américain Harry Hess propose sa théorie de l'expansion des fonds océaniques[1].

- Les premières variétés de blé à haut rendement sont obtenues par Norman Borlaug au CIMMYT à Mexico en prélude à la révolution verte[2].

### Sciences physiques
- 23 mars : Neil Bartlett synthétise l'hexafluoroplatinate de xénon, prouvant pour la première fois que les gaz nobles peuvent former des composés chimiques[3].
- Avril : publication de la description de la rosette de Klemperer, un système gravitationnel composé de deux types de corps célestes (un type étant plus lourd que l'autre) qui orbitent autour d'un barycentre selon le même motif, par Wolfgang Klemperer[4].
- 1er juillet : Brian David Josephson postule l'effet Josephson dans un article publié dans les Physics Letters[5].

- 9 octobre : Nick Holonyak Jr présente la première diode électroluminescente (LED) à spectre visible (rouge).

- 1er décembre : Riccardo Giacconi et son équipe publient la découverte de Scorpius X-1, la première source de rayons X découverte en dehors du système solaire[6].

#### Astronautique
- 26 janvier : la Sonde spatiale américaine Ranger 3 est lancée dans le cadre du programme Ranger. Elle survole la lune à 36 793 km et se met en orbite héliocentrique[7].

- 20 février : premier vol d’un américain en orbite dans l’espace, John Glenn, à bord de la capsule Mercury MA-G[8]. Khrouchtchev envoie à Kennedy un télégramme de félicitation qui évoque la possibilité d'une collaboration dans la recherche spatiale. Le 7 mars le président Kennedy envoie ses premières propositions à Khrouchtchev, qui répond favorablement le 20 mars[9]. Le 8 juin un accord de coopération spatiale entre l'URSS et les États-Unis est signé à Genève dans les domaines des satellites météorologiques, géomagnétique et des relais de communications[10].

- 16 mars : lancement du satellite soviétique Kosmos 1[11].
- 29 mars : signature à Londres de la convention créant le Centre Européen pour la Construction de Lanceurs d'Engins Spatiaux (ELDO) par la République Fédérale d'Allemagne, la Belgique, la France, l'Italie, les Pays-Bas et l'Australie (membre associé)[12].

- 26 avril :
  - lancement à Cap Canaveral du premier satellite international Ariel 1 (américano-britannique)[13].
  - la sonde lunaire Ranger 4 s’écrase sur la sur la face cachée de la Lune[7].
- 14 juin : signature à Paris de l’acte de fondation du Conseil européen de recherches spatiales (CERS)[12].
- 9 juillet : opération Starfish Prime, explosion d’une bombe H d’une puissance d’1,4 mégatonne à 400 km au-dessus de l’île Johnson dans le Pacifique. Le satellite Explorer 14 est lancé le 27 octobre par la NASA pour étudier la ceinture magnétique artificielle créée par Starfish[14].
- 10 juillet : mise sur orbite du premier satellite actif américain de télécommunication intercontinental, Telstar 1[15].

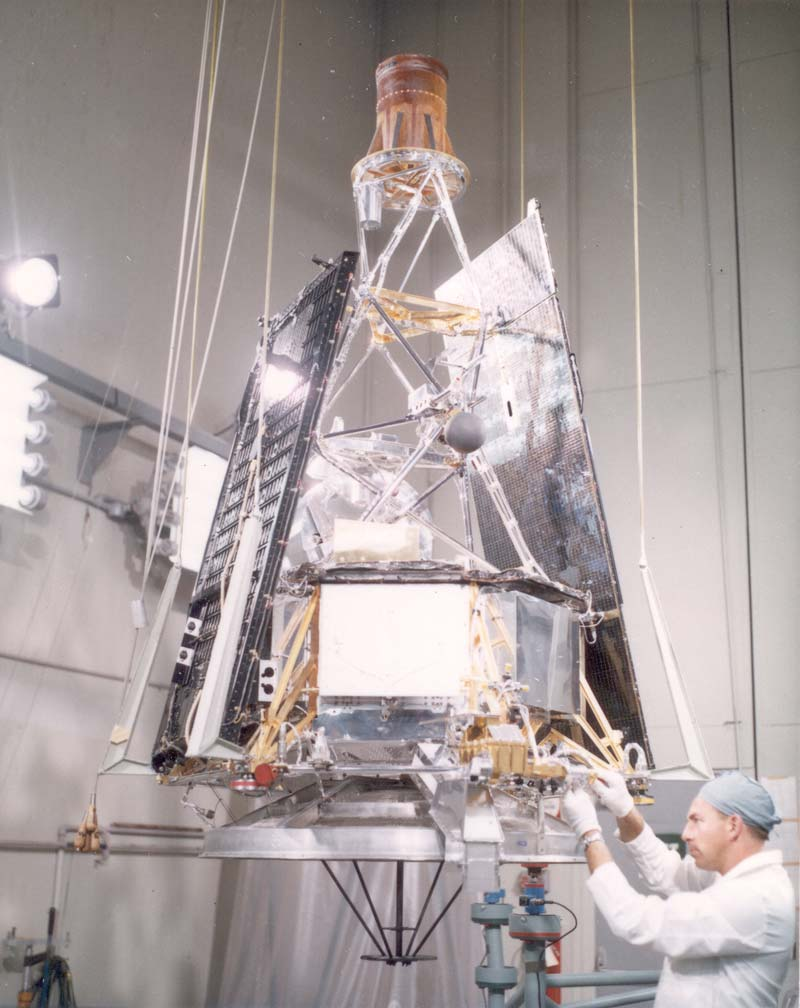
Mariner 2

- 27 août : lancement de la sonde américaine Mariner 2, qui survole Vénus le 14 décembre et envoie des données sur la température et l’atmosphère de la planète[16].

- 12 septembre : John F. Kennedy prononce le discours « We choose to go to the Moon »[17].

### Technologie
- 20 janvier : présentation au Havre du premier croiseur à propulsion nucléaire, le Long Beach[18].

- 3 mars : la Navy américaine active la centrale nucléaire PM-3A à la base Base antarctique McMurdo dans l'Antarctique. Elle est démantelée en 1972 raison de problèmes de sécurité persistants[19].
- 11 juillet : première émission de télévision en mondiovision et en direct entre les stations au sol d'Andover aux États-Unis et Pleumeur-Bodou en France, via Telstar 1[20].
- 25 octobre : première centrale nucléaire belge inaugurée au centre de recherche nucléaire SCK CEN à Mol[21].

## Publications
- Rachel Carson : Printemps silencieux, Silent Spring (Boston: Houghton Mifflin, 1962), Mariner Books, 2002,  (ISBN 978-0-618-24906-0), le livre contribua à l'interdiction du pesticide DDT aux États-Unis en 1972.
- Thomas Samuel Kuhn : La Structure des révolutions scientifiques, Paris, Flammarion (Champs), 1983 [1962].
- L'énigme d'Einstein est apparue pour la première fois dans le [magazine Life du 17 décembre 1962.

## Prix
- 31 octobre : Prix Nobel

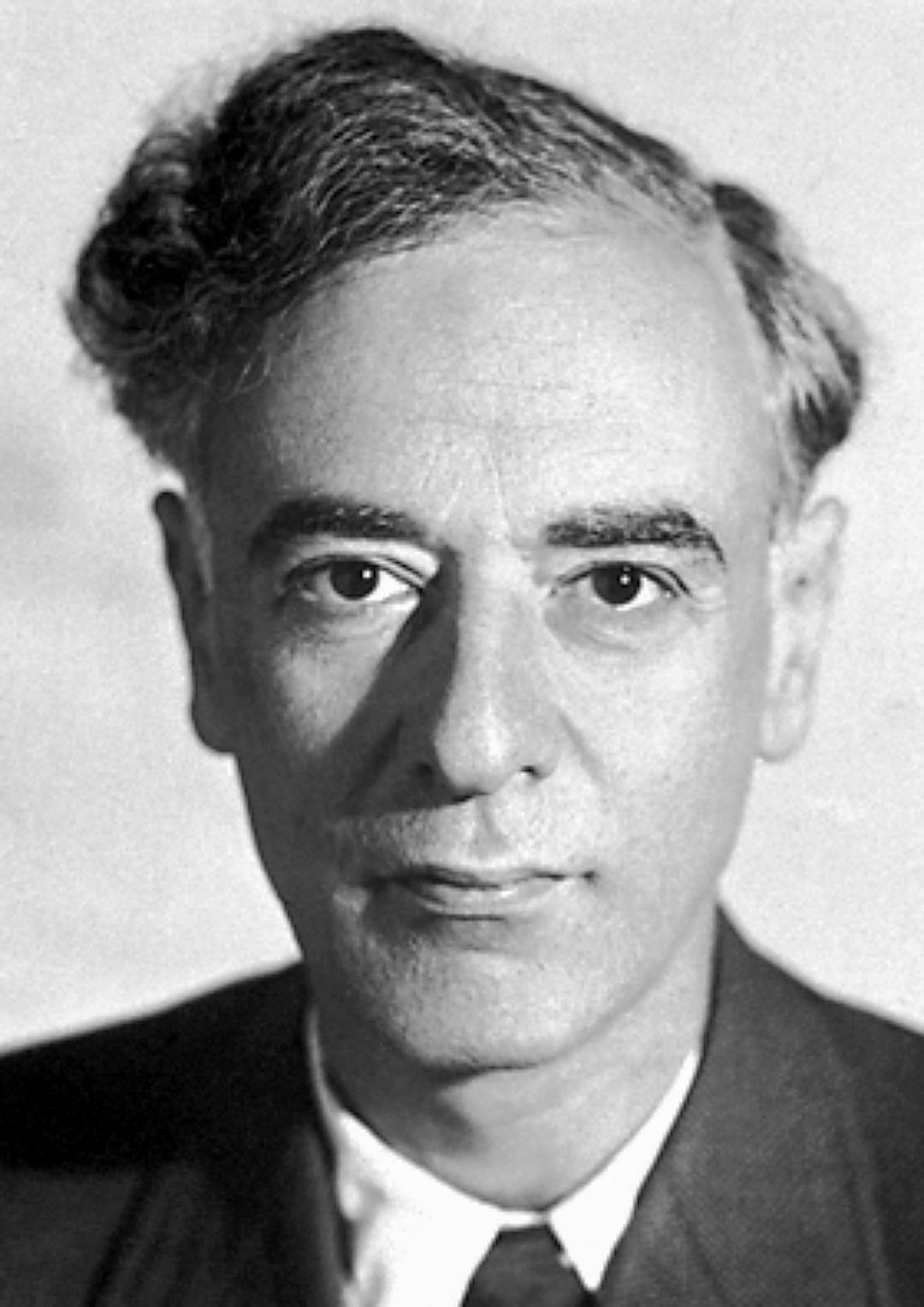
Lev Landau

  - Physique : Lev Davidovich Landau (Лев Давидович Ландау), pour ses travaux sur la théorie quantique des champs.
  - Chimie : Max Ferdinand Perutz (autrichien), John Cowdery Kendrew (britannique) pour leur découverte de la structure de l’hémoglobine et de la myoglobine.
  - Physiologie ou médecine : Francis Harry Compton Crick (Britannique), James Dewey Watson (Américain), Maurice Hugh Frederick Wilkins pour leur découverte de la structure en double hélice de l’ADN.

- Prix Lasker
  - Prix Albert-Lasker pour la recherche médicale fondamentale : Choh Li (en)
  - Prix Albert-Lasker pour la recherche médicale clinique : Joseph E. Smadel (en)

- Médailles de la Royal Society
  - Médaille Buchanan : Landsborough Thomson
  - Médaille Copley : Cyril Hinshelwood
  - Médaille Darwin : George Gaylord Simpson
  - Médaille Davy : Harry Julius Emeléus
  - Médaille Hughes : Brebis Bleaney
  - Médaille royale : John Eccles, Subrahmanyan Chandrasekhar
  - Médaille Rumford : Dudley Maurice Newitt

- Médailles de la Geological Society of London
  - Médaille Lyell : Lawrence Rickard Wager (en)
  - Médaille Murchison : Errol Ivor White (en)
  - Médaille Wollaston : Leonard Hawkes

- Prix Jules-Janssen (astronomie) : Otto Heckmann
- Médaille Bruce (Astronomie) : Grote Reber
- Médaille Fields : Lars Hormander (suédois), John Milnor (américain)
- Médaille Linnéenne : Norman Loftus Bor et George Gaylord Simpson
- Médaille d'or du CNRS : Marcel Delépine

## Naissances
- 6 février :

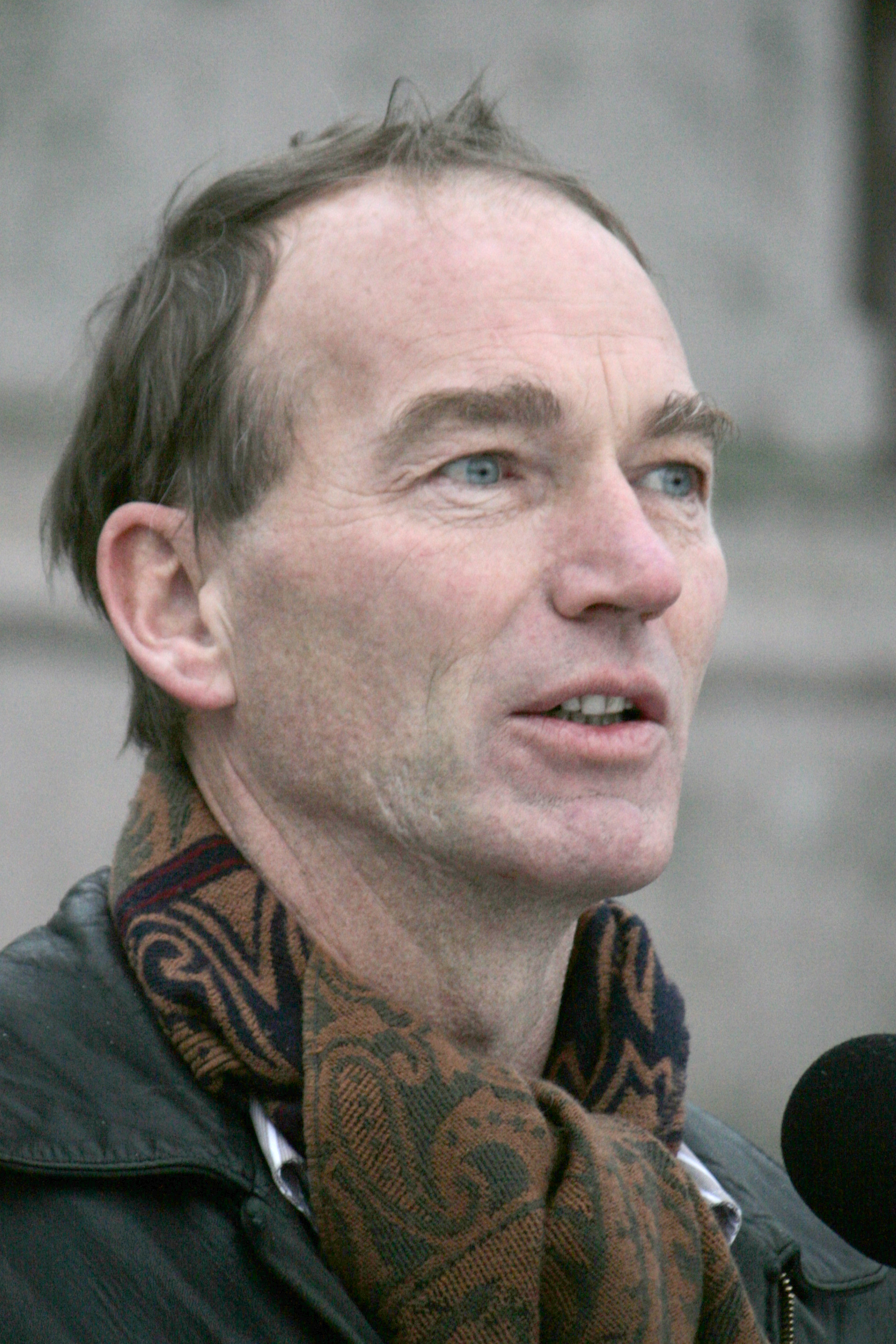
Thomas Hylland Eriksen

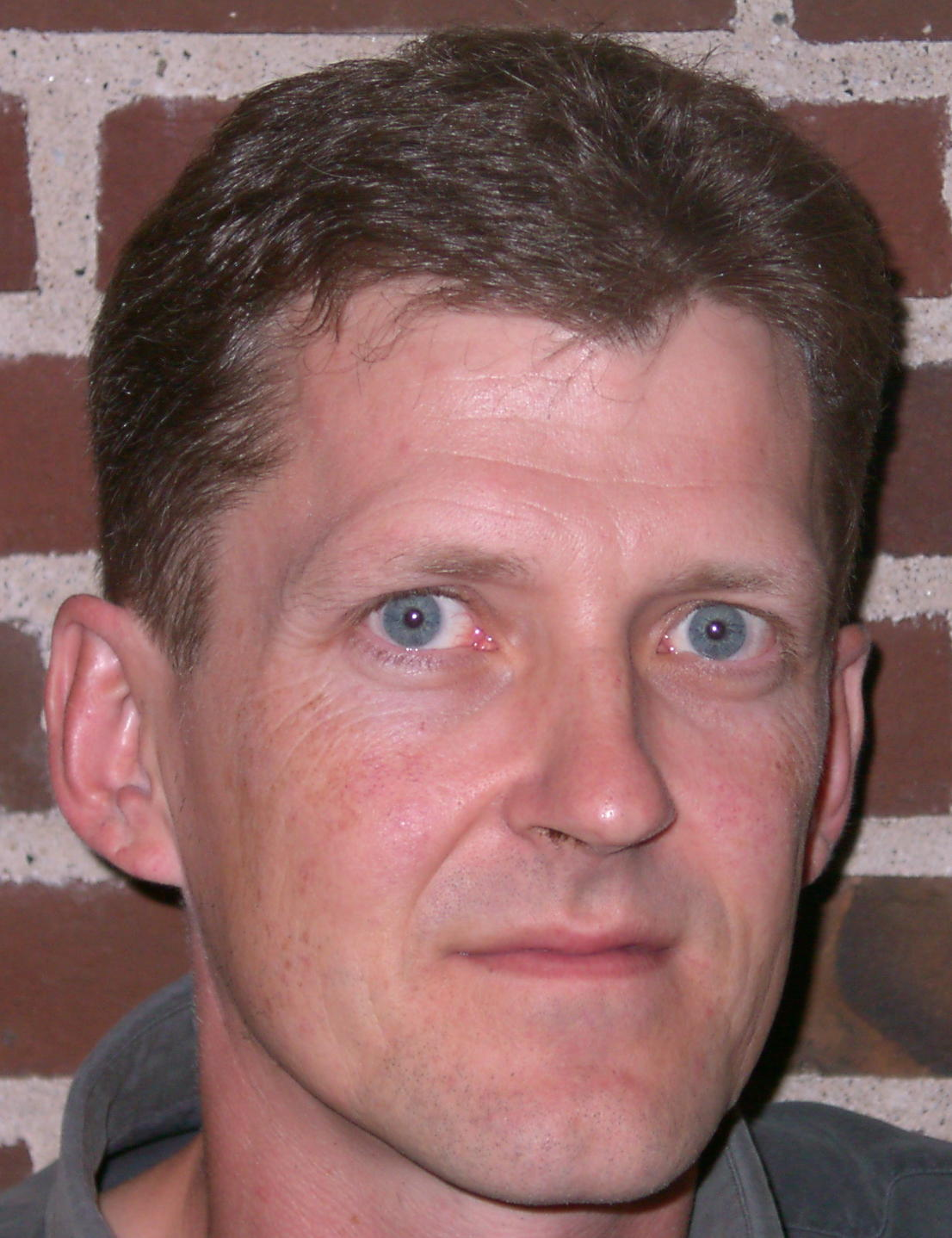
Lars Knudsen

  - Thomas Hylland Eriksen, anthropologue norvégien.
  - Adnane Remmal, biologiste marocain.
- 16 février : Lars Knudsen, cryptologue danois.

- 3 mars : Michael Widenius, informaticien finlandais.
- 5 mars : Robert Curbeam, astronaute américain.
- 26 mars : Iouri Guidzenko, cosmonaute soviétique.
- 28 mars : Bernd Sturmfels, mathématicien et informaticien théorique allemand.
- 30 mars : Frédéric Rossi, archéologue et éditeur suisse.

- 21 avril : Sergueï Zaliotine, cosmonaute soviétique.

- 12 mai : Gregory Johnson, astronaute américain.

- 6 juin : Nikolai Grube, anthropologue allemand.
- 19 juin : Marian Munteanu, ethnologue et professeur roumain.
- 30 juillet : Vladimir Dejourov, cosmonaute russe.

- 6 août : Gregory Chamitoff, astronaute américain.
- 7 août : José M. Hernández, astronaute et ingénieur américain d'origine mexicaine.
- 19 août : Michael J. Massimino, astronaute américain.
- 24 août : Mary Weber, astronaute américaine.
- 11 septembre : Aidan Mark Dodson, égyptologue britannique.
- 23 septembre : Éric Lambin, géographe belge.
- 8 octobre :
  - Nkechi Agwu, mathématicienne et historienne des mathématiques nigériane.
  - Laurence Devillers, professeure française d'informatique appliquée aux sciences sociales.
- 12 octobre : Julio F. Navarro, astronome argentin.
- 13 octobre : Michael T. Good, astronaute américain.

- 3 novembre : Phil Katz (mort en 2000), programmeur américain.
- 5 novembre : B. Alvin Drew, astronaute américain.
- 19 novembre : Nicole Stott, astronaute américaine.
- 8 décembre : Thomas Henzinger, informaticien autrichien.
- 22 décembre : Jianqing Fan, statisticien et économètre financier chinois.
- Claude Crépeau, cryptologue canadien.
- Thierry Legault, astronome amateur français.

## Décès

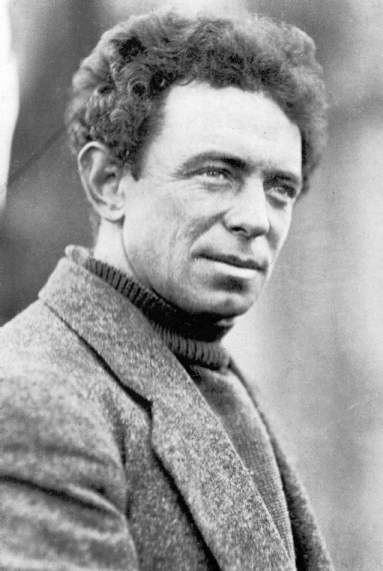
Frank Hurley

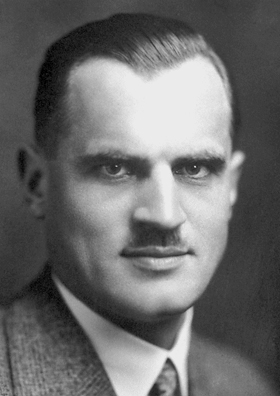
Arthur Compton

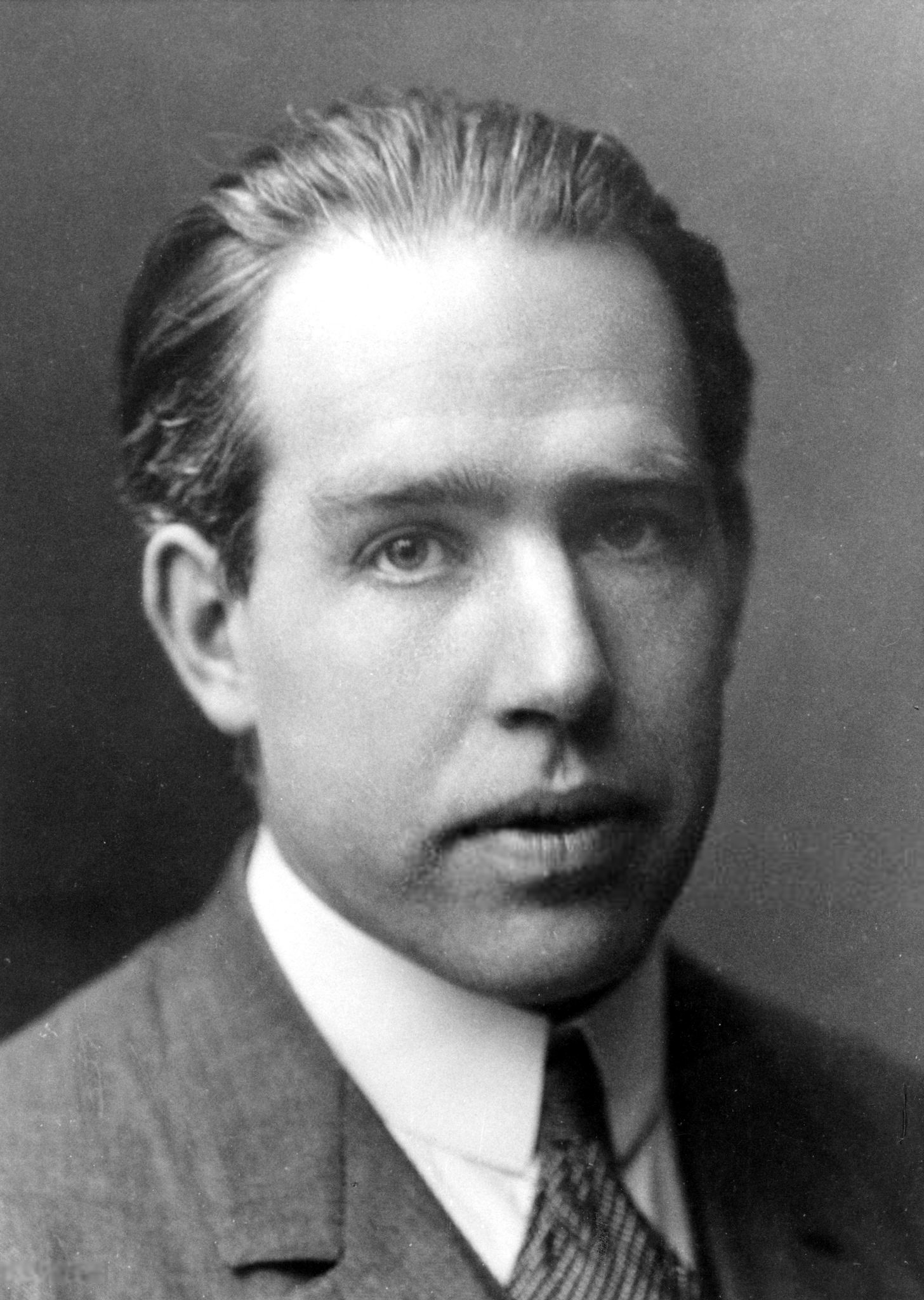
Niels Bohr

- 9 janvier : Hermann Junker (né en 1877), égyptologue allemand.
- 16 janvier : Albert William Christian Theodore Herre (né en 1868), ichthyologiste et botaniste américain.
- 17 janvier : Frank Hurley (né en 1885), photographe, cinéaste et explorateur polaire australien.
- 12 février : Joseph Pérès (né en 1890), mathématicien et physicien français.
- 15 février : Elizabeth Adams, zoologiste, embryologiste américaine (née le 28 mars 1962)
- 19 février : Georgios Papanicolaou (né en 1883), biologiste grec.
- 13 mars : Franz Kaiser (né en 1891), astronome allemand.
- 15 mars : Arthur Compton (né en 1892), physicien américain, prix Nobel de physique en 1927.
- 20 mars : Andrew Ellicott Douglass (né en 1867), astronome américain.
- 24 mars : Auguste Piccard (né en 1884), physicien et explorateur suisse.

- 30 avril : Jameson Adams (né en 1880), explorateur britannique.

- 6 mai : Edison Pettit (né en 1889), astronome américain.
- 11 mai : Eugène Pittard (né en 1867), anthropologue suisse.
- 14 mai : Félix Chemla Lamèch (né en 1894), météorologue et sélénographe français.

- 20 juin : Gabriel Bertrand (né en 1867), chimiste et biologiste français.
- 30 juin : Hugh Hamshaw Thomas (né en 1885), paléobotaniste britannique.

- 29 juillet : Ronald Fisher (né en 1890), biologiste et statisticien britannique.
- 30 juillet : Luigi Carnera (né en 1875), astronome italien.

- 2 août : Armand de Gramont (né en 1879), industriel et scientifique français.
- 8 août : Kunio Yanagita (né en 1875), ethnologue japonais.
- 12 août : Reginald Ruggles Gates (né en 1882), botaniste, généticien et anthropologue canadien.
- 13 août : Charles Jacob (né en 1878), géologue français.
- 24 août : Walter-Ulrich Behrens (né en 1902), chimiste et statisticien allemand.
- 26 août : Vilhjalmur Stefansson (né en 1879), ethnologue et explorateur canadien.
- 28 août : Edgar William R. Steacie (né en 1900), chimiste et professeur canadien.

- 11 septembre : Vladimir Artemiev (né en 1885), ingénieur astronautique soviétique.
- 15 septembre : William Coblentz (né en 1873), physicien américain.

- 11 octobre : Erich von Tschermak-Seysenegg (né en 1871), botaniste autrichien.
- 16 octobre : Gaston Bachelard (né en 1884), philosophe français des sciences et de la poésie.
- 31 octobre : Raymond Lacam (né en 1900), archéologue français.

- 9 novembre : Hermann Bautzmann, (né en 1897)biologiste allemand.
- 18 novembre : Niels Bohr (né en 1885), physicien danois prix Nobel de physique en 1922.
- 23 décembre : José Giral (né en 1879), universitaire et professeur de chimie.
- 24 décembre : Isha Schwaller de Lubicz (née en 1885), égyptologue et mathématicienne française.